# Octathlon
L'octathlon est en athlétisme et en gymnastique le combiné de huit épreuves d'athlétisme. Le mot octathlon provient de la racine grecque okto (huit) et athlos (concours).

## Athlétisme
En athlétisme, un octathlon est un événement qui se compose de huit événements sur piste et sur le terrain. La version la plus commune de l'épreuve combinée est concourue par les jeunes garçons, notamment lors des championnats du monde d'athlétisme de l'IAAF. Les épreuves se déroulent sur deux jours, avec quatre épreuves le premier jour et quatre le deuxième. Les épreuves pratiquées sont le 100 mètres, le saut à la perche, le 1 000 mètres, le 100 mètres haies, le saut en longueur, le saut en hauteur, le lancer du poids, le lancer de javelot. Les compétiteurs cumulent des points calculés à partir des performances obtenues dans chacune des épreuves. Une fois toutes les épreuves terminées, le gagnant est celui qui a le plus de points.
L'octathlon est parfois pratiqué dans des compétitions d'âge supérieur, notamment dans le Pacifique. En raison de problèmes d'organisation, le décathlon prévu aux Jeux du Pacifique Sud de 2007 est transformé en octathlon. Aux Jeux de la Micronésie de 2014, l'octathlon est inscrit au programme pour être pratiqué par les hommes, les femmes réalisant un pentathlon.

## Gymnastique
L'octathlon peut également se référer à un ensemble d'exercices de gymnastique comprenant le vélo d'intérieur, le lat pulldown (en), le step up, le rameur, le tapis roulant et le développé couché.